# قزمة العنقاء
قزمة العنقاء (مجرة العنقاء القزمة) هي مجرة قزمة غير منتظمة في كوكبة العنقاء تقع حاليا على بعد 1.44 مليون سنة ضوئية عن الأرض.اكتشفها في عام 1976 هانز-اميل شوستر والفلكي الدنماركي ريتشارد مارتن ويست ووصفها بالخطاء كعنقود مغلق.

## وصلة خارجية
- قزمة العنقاء على موقع ويكي سكاي: DSS2, SDSS, GALEX, IRAS, Hydrogen α, X-Ray, Astrophoto, Sky Map, Articles and images